# Période védique

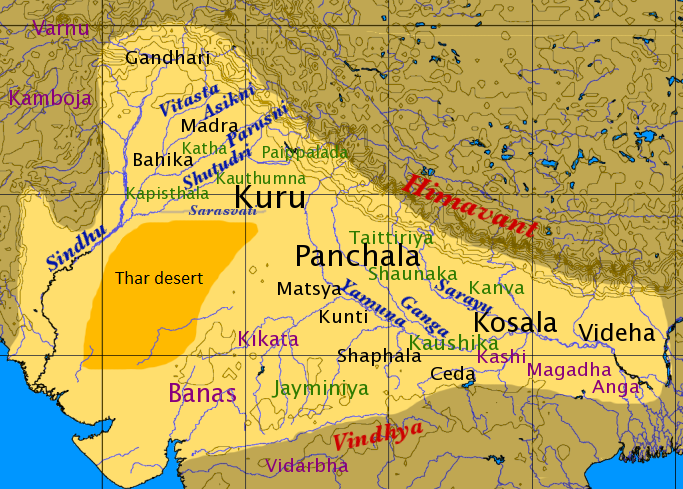
Carte de l’Inde védique de l’âge du fer, d'après Witzel (1989). Les populations concernées en noir, les autres peuples mentionnés dans les textes védiques anciens en violet, et les śākhā (écoles religieuses védiques) en vert. Les rivières sont en bleu, le désert du Thar en orange.

La Période védique ou  Âge védique est la période de l’histoire de l'Inde où les textes hindouistes canoniques, tels que les quatre védas, les Brāhmaṇas, les Āraṇyaka et les Upaniṣad ont été composés en sanskrit védique, une forme du sanskrit. La culture associée à cette période, parfois désignée comme civilisation védique, s’est développée au nord et au nord-ouest du sous-continent indien. La période védique étant, par définition, celle où s’est développée la littérature védique, on peut la situer au IIe millénaire av. J.-C. et au Ier millénaire av. J.-C. jusqu’au VIe siècle av. J.-C.
Au cours de la première phase de la période, on voit apparaître la formation de divers royaumes de l’Inde ancienne. La dernière phase, à partir de 700 avant notre ère, voit la montée des Mahajanapadas. S’ensuivent l’âge d’or de l’hindouisme et de la littérature sanskrite classique, l’Empire Maurya à partir de 320 avant notre ère puis les moyens royaumes indiens tels que les royaumes indo-grecs.

## 642-320 av. J.-C.: Période shishunaga-nanda
L’Inde se compose alors d'une multitude de petits États qui se font la guerre. Des royaumes indo-européens de tailles diverses apparaissent dans le Dekkan vers le VIIe siècle av. J.-C. Celui des Vamsas ou Vatsa, dont la capitale est Kosambi, est annexé par le royaume d'Avanti. La capitale de cet État, Ujjayinî, est peut-être le lieu d'origine du pâli, langue dans laquelle sera composé le canon bouddhique avant qu'il ne soit traduit en sanskrit. La région à l'est du Kosala, entre l'Himalaya et le Gange, est constituée d'une poussière de petites républiques issues de différents clans. La confédération des Vajjis unit huit États. Aux confins du Népal, les Sakyas dominent l'État de Kapilavastu, vassal du royaume de Kosala.
La culture de l'âge postvédique a évolué. Sur le plan politique, il n'est fait que de rares mentions aux conseils de tribus. L'autocratie royale ne peut être contrecarrée que par les brahmanes. Les tribus s'intègrent progressivement aux royaumes. Une nouvelle catégorie sociale apparaît : celle des courtisans qui englobe les purohita (grands prêtres), les généraux, les chambellans... 

## Transformations religieuses
La période védique est la période pendant laquelle certains concepts majeurs de l'hindouisme trouvent leur genèse : La loi du karma et la réincarnation encore inconnues des hymnes du Véda apparaissent dès les Upanishads les plus anciennes. Les hindous croient à la réincarnation. Ils accordent crédit à la croyance d'une continuation de l'existence après la mort et pensent que nos actions dans cette vie détermineront notre prochaine vie. L'obligation fondamentale est celle du dharma (ordre des choses), d'abord ordre cosmique dans sa régularité mais aussi ordre social (gouvernement, systèmes des classes sociales et des castes).
Cette période est aussi marquée par un développement important du culte sacrificiel en liaison avec le pouvoir royal, comme le sacrifice de chevaux ashvamedha : un cheval consacré est libre de se déplacer où bon lui semble sous la surveillance d'un groupe de guerriers. Les chefs et rois dont le territoire est foulé par le cheval doivent rendre hommage au souverain ou combattre, et si le cheval n'est pas capturé par l'un d’entre eux, il est reconduit dans la capitale et sacrifié à la fin de l'année.

## Transformations sociales
Modification essentielle par rapport aux sociétés dravidiennes antérieures, les Aryens constituent une société de classes. Ils vont se distinguer des populations indigènes qu'ils soumettent et considèrent comme inférieures. Ainsi, naît la formulation d'une théorie des classes sociales : la théorie des Varna, (le mot varna signifiant « couleur » en sanskrit, puis « rang »). La société est répartie en Brahmanes qui assurent les services religieux, en dessous d’eux les Kshatriyas ou guerriers, puis les Vaishyas, qui sont à l'origine des propriétaires cultivateurs, enfin les Shudras, petits agriculteurs et éleveurs. La quatrième classe, celle des śūdra ou Shudras est métissée avec la population indigène. Les Varnas constituent une première figuration du système des castes.
Néanmoins, ces transformations sociales sont encore loin de s'imposer dans l'ensemble du monde indien et produisent tous leurs effets exclusivement dans la plaine gangique, le centre et le sud de l'Inde y échappant totalement. De surcroît, la naissance du bouddhisme et le début de son développement condamnait tout système de caste. Ainsi, l'empire d'Ashoka au IIIe siècle n'octroie pas une place plus importante au brahmanisme qu'aux autres religions.

## Fin de la période védique
Ce qui termine la période védique est le renouvellement de la mythologie. La divinité est maintenant adorée sous des formes diverses selon les deux grandes écoles de l'hindouisme : le shivaïsme et le vishnouisme.